# Linå (Silkeborg Kommune)
 Denne artikel omhandler byen Linå (Silkeborg Kommune). Der er også andre byer med dette navn, se Linå.
Linå er en landsby i Midtjylland med 545 indbyggere  (2024). Linå er beliggende 10 kilometer øst for Silkeborg, fire kilometer syd for Voel, otte kilometer vest for Låsby og 34 kilometer vest for Aarhus. Byen hører til Silkeborg Kommune og er beliggende i Region Midtjylland.
Landsbyen hører til Linå Sogn, og Linå Kirke samt Linå Skole (under lukning) ligger i byen.
Landsbyen har navn efter åen Linå, der slynger sig umiddelbart nord for bebyggelsen på sin vej fra Bjarup Mose til Gudenåen længere mod vest.

## Historie
I 1879 beskrives byen således: "Linaa med Kirke, Skole og Kro ved Landeveien".
Omkring århundredeskiftet beskrives byen således: "Linaa (1427: Lima, 1433: Lennow), ved Aarhusvejen, med Kirke, Præstegd., Skole, Forsamlingshus (opf. 1895), Mølle, Vandmølle, Andelsmejeri, Købmandshdl. og Kro".